# 萨曼莎·马西斯
莎曼珊·瑪西絲（英語：Samantha Mathis，1970年5月12日—）是一位美國女演員和演員工會-美國電視和廣播藝人聯合會演員副總裁的工會領袖。她主演的作品有《愛情有什麼道理》（1993）、《斷箭》（1996）、《新小婦人》（1994）、《美國殺人魔》（2000）。她是女演員比比·貝施的女兒。